# Bastien Tronchon
Bastien Tronchon (Chambéry, 29 maart 2001) is een Frans wielrenner die in 2023 prof werd bij AG2R Citroën Team. 

## Carrière
In 2021 en 2022 reed Tronchon voor de opleidingsploeg van AG2R Citroën. Vanaf augustus van dat tweede jaar liep hij stage bij de hoofdmacht. In de derde etappe van de  Ronde van Burgos behaalde hij gelijk zijn eerste profoverwinning. Nadat hij 110 kilometer in de vlucht had gezeten, versloeg hij Pavel Sivakov in een sprint-à-deux.
In 2023 werd Tronchon prof bij de ploeg waar hij al stage liep. Zijn debuut in de World Tour maakte hij in april, in de Waalse Pijl. Later dat jaar reed hij nog onder meer de Ronde van Polen en de Renewi Tour.

## Overwinningen
2021
Bergklassement Circuit des Ardennes
2022
3e etappe Ronde van Burgos
Ronde van Biella
2024
Jongerenklassement Ronde van de Alpes-Maritimes
2025
Tro Bro Léon

## Resultaten in voornaamste wedstrijden
| Jaar | Ronde van Italië | Ronde van Frankrijk | Ronde van Spanje |
| ---- | ---------------- | ------------------- | ---------------- |
| 2023 |                  |                     |                  |
| 2024 | 88e              |                     |                  |
| 2025 |                  | 77e                 |                  |

| Jaar | Milaan-San Remo | Ronde van Vlaanderen | Amstel Gold Race | Luik-Bast.‑Luik | Ronde van Lombardije | Waalse Pijl |
| ---- | --------------- | -------------------- | ---------------- | --------------- | -------------------- | ----------- |
| 2023 |                 |                      |                  |                 |                      | 78e         |
| 2024 |                 | 72e                  |                  |                 | 42e                  |             |
| 2025 | 151e            |                      | 38e              | 46e             |                      | 18e         |

## Ploegen
- 2022 –  AG2R Citroën Team (stagiair vanaf 1 augustus)
- 2023 –  AG2R Citroën Team
- 2024 –  Decathlon AG2R La Mondiale Team
- 2025 –  Decathlon AG2R La Mondiale Team

Berthet · Bouchard · Calmejane · Champoussin · Cherel · Cosnefroy · Dewulf · Gall · Godon · Hänninen ·  Jullien · Jungels · Lapeira · L. Naesen · O. Naesen · O'Connor · A. Paret-Peintre · V. Paret-Peintre · Peters · Prodhomme · Raugel · Retailleau (vanaf 1/8) · Sarreau · Schär · Touzé · Van Avermaet · Van Hoecke · Vendrame · Venturini · Warbasse · Delphis (stagiair) · Gautherat (stagiair) · Tronchon (stagiair)
Baudin · Berthet · Bonnamour · Bouchard · Cherel · Cosnefroy · Dewulf · Gall · Gautherat · Godon · Hänninen · Labrosse (Vanaf 1/8) ·  Lapeira · L. Naesen · O. Naesen · O'Connor · A. Paret-Peintre · V. Paret-Peintre · Peters · Prodhomme · Raugel · Retailleau · Sarreau · Schär · Touzé · Tronchon · Van Avermaet · Vendrame · Venturini · Warbasse · Chaussinand (stagiair) · Veistroffer (stagiair) · Verschuren (stagiair)
Armirail · Baudin · Bennett · Berthet · Boasson Hagen · Bonnamour (tot 25/3) · Bouchard · Cosnefroy · De Bondt · De Pestel · Dewulf · Gall · Gautherat · Godon · Hänninen · Labrosse · Lafay ·  Lapeira · Naesen · O'Connor · A. Paret-Peintre · V. Paret-Peintre · Peters · Pollefliet · Prodhomme · Retailleau · Touzé · Tronchon · Vendrame · Warbasse